# Herbert Raditschnig
Herbert Raditschnig (* 26. Oktober 1934 in Kärnten; † 6. Mai 2006 in Salzburg) war ein österreichischer Kameramann und Dokumentarfilmer.
Raditschnig begann als Berufssoldat; er war als Heeresbergführer für die qualifizierte Alpinausbildung österreichischer Soldaten zuständig. Er machte zu Beginn Heimatfilme in Österreich, sowie Ausbildungsfilme für das österreichische Bundesheer und arbeitete mit Heinrich Harrer zusammen, ehe er in die USA ging und dort Kinofilme und Dokumentationen drehte. In der Folge seiner Laufbahn drehte er u. a. zwei James Bond Filme. Vor allem die legendären Skiverfolgungsjagden machten ihn berühmt.
Raditschnig starb im Alter von 71 Jahren an den Folgen eines Schlaganfalls.